# Menominee (Illinois)
Menominee és una vila dels Estats Units a l'estat d'Illinois. Segons el cens del 2000 tenia 237 habitants.

## Demografia
Segons el cens del 2000, Menominee tenia 237 habitants, 78 habitatges, i 59 famílies. La densitat de població era de 47,7 habitants/km².
Dels 78 habitatges en un 35,9% hi vivien nens de menys de 18 anys, en un 65,4% hi vivien parelles casades, en un 7,7% dones solteres, i en un 23,1% no eren unitats familiars. En el 19,2% dels habitatges hi vivien persones soles el 5,1% de les quals corresponia a persones de 65 anys o més que vivien soles. El nombre mitjà de persones vivint en cada habitatge era de 3,04 i el nombre mitjà de persones que vivien en cada família era de 3,53.
Per edats la població es repartia de la següent manera: un 33,8% tenia menys de 18 anys, un 6,8% entre 18 i 24, un 28,3% entre 25 i 44, un 21,5% de 45 a 60 i un 9,7% 65 anys o més.
L'edat mediana era de 35 anys. Per cada 100 dones de 18 o més anys hi havia 106,6 homes.
La renda mediana per habitatge era de 45.972 $ i la renda mediana per família de 47.500 $. Els homes tenien una renda mediana de 33.036 $ mentre que les dones 20.000 $. La renda per capita de la població era de 14.518 $. Aproximadament el 6,7% de les famílies i el 18,2% de la població estaven per davall del llindar de pobresa.

## Poblacions properes
El següent diagrama mostra les poblacions més properes.